# シュラクサイ包囲戦 (紀元前311年-紀元前309年)
第三次シュラクサイ包囲戦は、ヒメラ川の戦いに引き続いて、紀元前311年から紀元前309年にかけてカルタゴ軍が実施した包囲戦である。ハミルカル率いるカルタゴ軍は、シュラクサイの僭主アガトクレスに敗北した。
ヒメラ川の戦いの後、アガトクレスはシュラクサイに撤退した。ハミルカルはシュラクサイを海陸から封鎖したが、アガトクレスはカルタゴ本国があるリビュアを攻撃するという独創的ではあるがリスクの高い戦略を採用した。アガトクレスはカルタゴ海軍の封鎖を突破してリビュアに上陸することに成功し、ハミルカルはこれに対応するために一部の軍をリビュアに送らざるを得なくなった。この兵力減少もあり、紀元前310年に行われた、最初の城壁に対する攻撃は失敗した。
紀元前309年、ハミルカルは城壁に対する夜襲を行った。城壁に接近する際に組織だった行動ができず、カルタゴ軍はシュラクサイ軍の反撃を受けた。カルタゴ軍は数的には優っていたものの、反撃は予想しておらず、また暗さと地形もあってカルタゴ軍は敗走した。ハミルカル自身も捕虜となり処刑された。海上封鎖は紀元前307年まで続けられたが、アガトクレスが一時的に帰国した際に、これも破られた。

## 序幕
紀元前311年、ハミルカルとアガトクレスはヒメラ川河口で激突した。アガトクレスは大部分の兵が戦死するか捕虜になるという壊滅的な敗北を喫した。アガトクレスは戦場から脱出し、残存兵士を集結させると、野営地を焼いてゲラ（現在のジェーラ）に撤退した。アガトクレスはカルタゴ軍をシュラクサイから遠ざけるために、しばらくの間ゲラに留まることを決意した。この間にシュラクサイは穀物を収穫することができた。ハミルカルは当初ゲラを包囲しようとしたが、アガトクレスが十分な食料と防御のために十分な兵を持っていることが分かるとこれを諦めた。その代わりに、アガトクレス側の都市と要塞を攻撃した。これら都市もアガトクレスを嫌悪していたため、直ぐにカルタゴ側に寝返った。
カルタゴ軍がゲラを引き払うと、アガトクレスは陸軍の残存兵と共にシュラクサイに脱出した。篭城に備えて穀物を収穫して備蓄し、また城壁の壊れた部分を修復した。
カルタゴ軍が優越している限り、アガトクレスはシケリアの他の地域の支配を取り戻すことは不可能であった。
この時点で、アガトクレスの未来に希望は無かった。アガトクレスは勝ち目の無い戦争をシケリアで続けることはしないと決心した。彼はカルタゴの本国があるリビュアに対して、予想もされないだろうがリスクも高い攻撃を行うことを秘密裏に決定した。こうすれば、シュラクサイを囲むカルタゴ軍の一部をリビュアに向かわせることができる。リビュアでは、そこのカルタゴ同盟国に反乱を促し、またカルタゴ領の肥沃な地域で略奪を行うつもりであった。また、彼の軍は経験豊富であるのに対し、本国カルタゴ軍はシケリア遠征軍とは異なって、戦慣れしていないと考えられた。

## 包囲戦

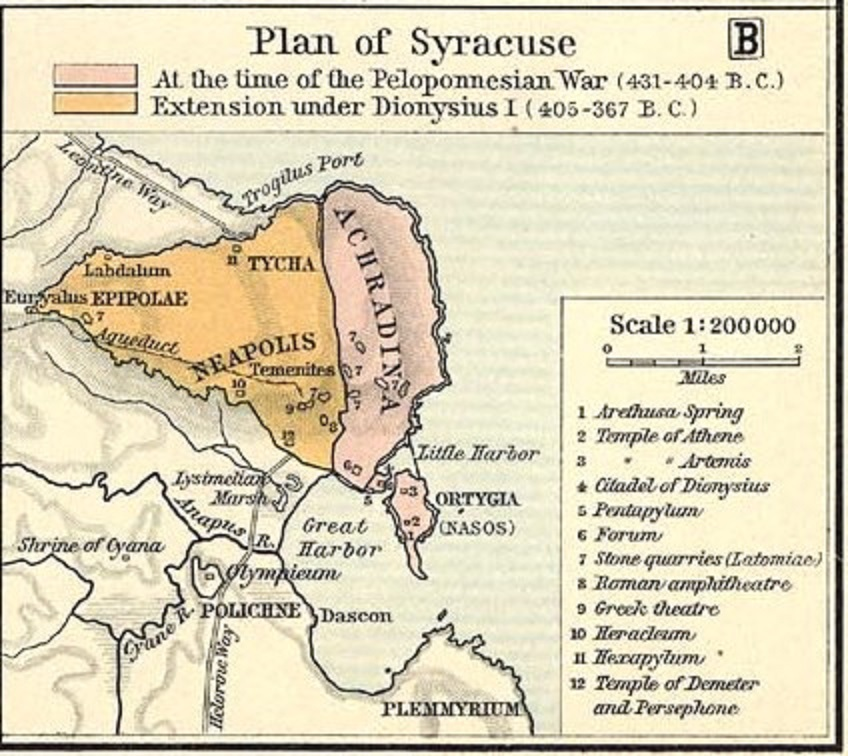
シュラクサイの城壁

アガトクレスは兄のアンタンデルをシュラクサイ防衛軍の司令官に任命した。リビュア遠征中にシュラクサイで反乱が起こるのを避けるために、市民の家族を二つのグループに分け、片方はリビュアに、もう片方はシュラクサイに残るようにした。シュラクサイに残ったグループがアガトクレスを軽蔑していたとしても、彼らの親戚がアガトクレスと共にリビュアにいる限り、反乱に手を貸す可能性は低かった。
この遠征のためには多額に資金が必要であり、アガトクレスは孤児の財産を没収し、商人から借金をし、寺院の寄進、女性の宝石も供出させた。また、富裕層の多くは彼の政治に反対していたため、自発的にシュラクサイを離れるように促した。彼らが離れると傭兵に追わせて殺害し、資産を没収して兵士に適する奴隷は解放した。このような方法で、大量の軍資金を確保することができた。

### アガトクレス、リビュアに向かう
カルタゴは三段櫂船からなる艦隊を使ってシュラクサイの港を封鎖しており、その兵力はアガトクレスが持つ60隻を大きく上回っていた。このため、アガトクレスはシュラクサイを脱出する機会を待たねばならなかった。ある日、シュラクサイに向かう穀物輸送船が何隻か現れた。カルタゴ艦隊はこれを追跡するために、一時封鎖を解いてシュラクサイを離れた。アガトクレスはこの機会を見逃さず、艦隊を出港させた。
当初カルタゴ軍は、アガトクレスは穀物運搬船を救うために出撃したと考え、戦闘隊列を組んでこれに向かった。シュラクサイ艦隊が脱出を試みていることを認識した後にはこれを追跡した。この間に穀物運搬船は無事にシュラクサイに到着し、乏しくなっていた食料の補給に成功した。シュラクサイ艦隊はカルタゴ艦隊に追いつかれそうになったが、日没のために追撃は中断された。翌日に日食が観察されたとされていることから、この脱出劇は紀元前310年8月15日と推定される。

### アガトクレスの消息がシュラクサイを惑わす

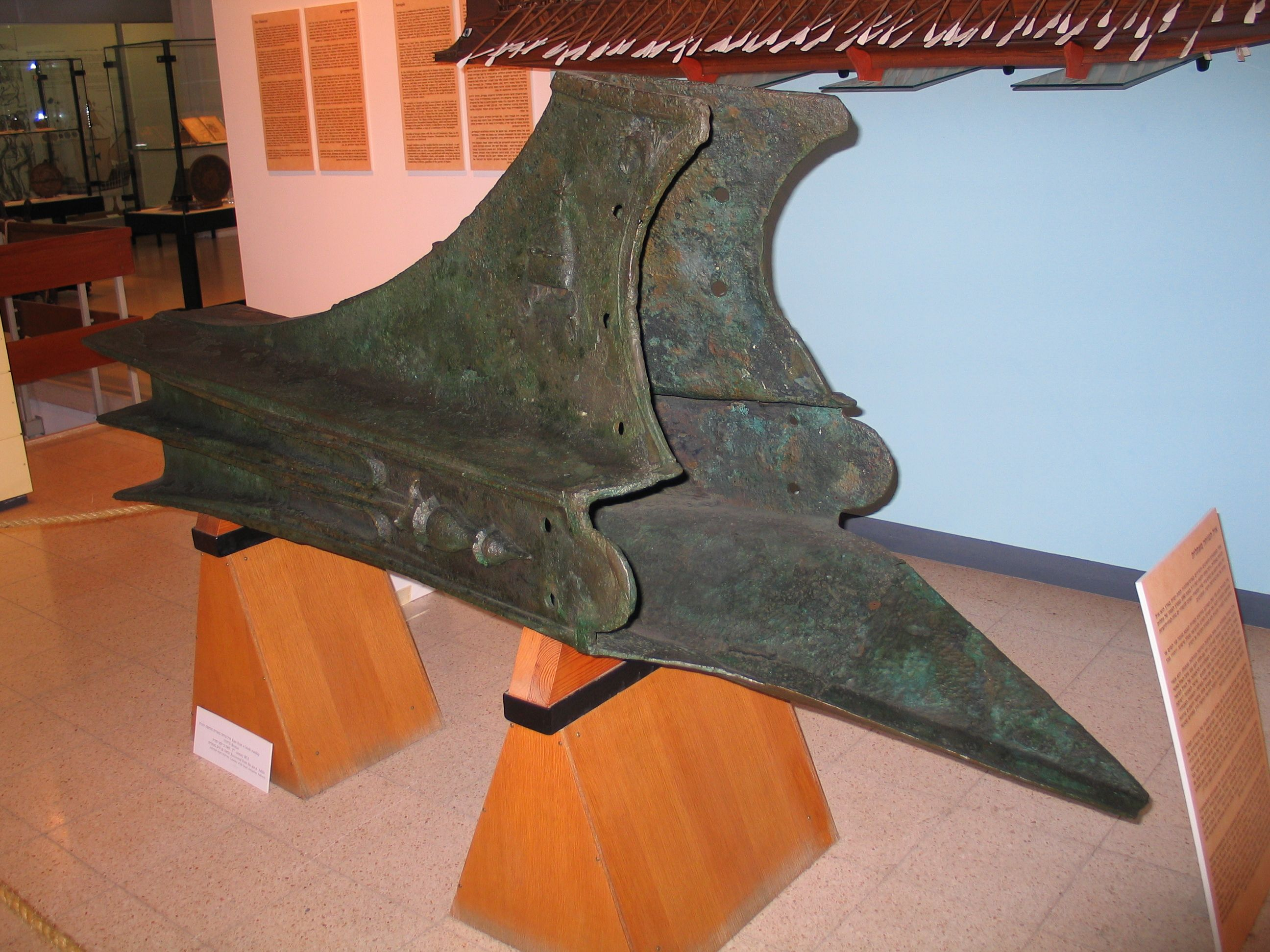
紀元前2世紀の古代ギリシア軍船の青銅製衝角

リビュアに到着したアガトクレスは、兵士が脱走できないように全ての船を焼却した。三段櫂船の護衛のために上陸地点に兵を割くことも、また船がカルタゴ軍に鹵獲されることも避けたかったことも理由である。アガトクレスが上陸地点を離れた後、カルタゴ軍は燃えたギリシア船の青銅製の衝角を回収し、カルタゴに持ち帰った。アガトクレスは略奪を行いながら進軍し、メガレオポリスと白チュニスを破壊し、第一次白チュニスの戦いでカルタゴ軍を撃破した。
白チュニスでの敗北の後、カルタゴはシケリアのハミルカルに使者を送った。ギリシア船の衝角をハミルカルに送り、早急な支援を依頼した。ハミルカルはこの衝角を使者と共にシュラクサイに送った。彼らはこの衝角を見せ、アガトクレスの陸軍は殲滅されたとしてシュラクサイに降伏を促した。多くの市民はこれを信じ、家族を失ったことを嘆いた。しかし上級士官達はこれを疑い、使者を帰した。それでも悲観的となった市民は脱走し、ハミルカルの保護を求めた。ハミルカルはシュラクサイの士気は低下し、街を防衛する兵士も不足していると判断し、城壁に対する攻撃を準備した。
ハミルカルはアンタンデルと他の指導者に対し、降伏すればその安全は保障すると提案した。しかし、アガトクレスが共同司令官に任命していたアイトーリアのエリムノンは、これに同意しなかった。彼は他の指導者たちに、アガトクレスの消息がはっきりするまで待つべきとの説得に成功した。他方、アガトクレスは2隻の船を建造し、リビュアでの勝利の報告をシュラクサイに送った。この2隻がシュラクサイに近づくとカルタゴ船に視認され、追跡されたが、何とか追跡を逃れてシュラクサイに入港することができた。報告を聞くために、城壁の防衛を担当していたものも含め、市民は直ちに港に集まった。

### カルタゴ軍第一次攻撃失敗
ハミルカルは、城壁の防衛を担当した兵士までが港に集まっていることを知り、この機会を利用することとした。彼は自身の最強部隊に攻城用の梯子を持たせ、気付かれることなく城壁を上らせた。しかし、占領寸前に哨戒兵に発見され攻撃を受けた。また、カルタゴ軍の援軍が到着する前に、ギリシアの防衛部隊が攻撃に加わった。ギリシア軍は優勢となり、攻撃側の何人かが死亡し、カルタゴ軍は撤退した。ハミルカルは城壁から軍を引き上げさせた。この日の攻撃でシュラクサイを奪取することが出来なかったため、ハミルカルは要請に応えてカルタゴに5,000の兵を送ることに決めた。

### カルタゴ軍第二次攻撃失敗
カルタゴ軍によるシュラクサイの包囲は紀元前309年になっても続いた。ハミルカルはオリンピエウム地区（街の南側でアナパス川河口近くのグレート・ハーバーの沿岸部）を占領し、城壁に対する第二次攻撃を準備していた。シュラクサイ側はこれを察知すると、歩兵3,000と騎兵400を、城壁の一部を構成するエピポライ台地のエウリュアロス城に派遣した。ディオドロスによると、カルタゴ軍の兵力は歩兵120,000、騎兵5,000であった。ただ、これは過大であり、現代では歩兵30,000-36,000、騎兵4,000-4,500程度と推定されている。
カルタゴ軍はシュラクサイ軍に発見されるのを避けるために、夜中に城壁に向かった。ハミルカルはその先頭に立っており、シュラクサイから追放されたデイノクラテスが騎兵を率いて続いた。歩兵は二つの集団に分かれており、一つはカルタゴ軍、もう一つはシケリアの同盟都市の兵であった。さらに、シュラクサイの略奪にあずかろうと、非戦闘員が秩序無く続いていた。道路は狭くまた平坦ではなかったため、非戦闘員と補給隊の間に喧嘩が起こった。このことがカルタゴ軍の戦列にも混乱と無秩序を引き起こした。
混乱したまま前進するカルタゴ軍がエウリュアロス城のシュラクサイ軍に察知されないわけは無かった。シュラクサイ軍は出撃し、高地から攻撃を行いカルタゴ軍をさらに混乱させた。暗闇のため、カルタゴ軍は大軍からの攻撃を受けたと錯覚した。無秩序に加え、地形に不慣れなことと不利な位置取りのために、カルタゴ軍は撃退されてしまった。狭い道路では、カルタゴ軍歩兵の一部が自軍の騎兵に踏み潰された。暗闇のために同士討ちも発生した。ヒミルコは踏みとどまっていたが、周囲の兵が逃亡してしまったために、シュラクサイ軍の捕虜となった。

## その後
翌日、ハミルカルはシュラクサイの市中を引き回され、市民に残虐に処刑された。首は切断され、シュラクサイの勝利の証としてアガトクレスの元へ送られた。散逸した兵を再集結させるのは困難であった。ハミルカルがいなくなったため、ギリシア都市同盟軍はカルタゴ軍から離れ、デイノクラテスが司令官に選出された。カルタゴ軍の指揮権はハミルカルの副官に与えられた。
アクラガス（現在のアグリジェント）は、カルタゴのギリシア同盟都市の一つであったが、自身がシケリアでの主導権を握ろうと考えた。カルタゴ、シュラクサイ双方共に弱体化していると考え、クセノディクス将軍の下、ゲラ、エンナ、およびエルベッススをカルタゴ支配から解放して自治権を回復させた。しかし結局のところ、紀元前307年にアクラガスはシュラクサイに敗北した。
カルタゴ陸軍が敗北した後でも、カルタゴ海軍はシュラクサイの港の封鎖を継続した。このため市民は飢えに苦しみ、海上封鎖のために穀物を運び込むのも困難であった。紀元前307年、一旦帰国したアガトクレスがカルタゴ艦隊に勝利し、封鎖は解除された。

## 参考資料
Diodorus Siculus (1954). Geer, Russell M.. ed. Bibliotheca historica (Library of History). 10. Cambridge, Massachusetts: Harvard University Press. ISBN 978-0-674-99429-4
Ray, Fred Eugene (2009). Greek and Macedonian Land Battles of the 4th Century B.C.: A History and Analysis of 187 Engagements. Jefferson, North Carolina: McFarland & Company. ISBN 978-1-4766-0006-2